# Топология Гротендика
Топология Гротендика — структура на категории, которая делает её объекты похожими на открытые множества топологического пространства. Категория вместе с топологией Гротендика называется ситусом или сайтом.
Топологии Гротендика аксиоматизируют определение открытого покрытия, благодаря чему становится возможным определение пучков на категории и их когомологий, что впервые осуществлено Александром Гротендиком для этальных когомологий схем.
Существует естественный способ сопоставить топологическому пространству топологию Гротендика, в этом смысле она может быть рассмотрена как обобщение обычных топологий. При этом для большого класса топологических пространств возможно восстановить топологию по её топологии Гротендика, однако уже для антидискретного пространства это не так.

## Определение

### Мотивировка
Классическое определение пучка начинается с некоторого топологического пространства {\displaystyle X}. Ему сопоставляется категория {\displaystyle O(X)}, объекты которой — открытые множества топологии, а множество морфизмов между двумя объектами состоит из одного элемента, если первое множество вложено во второе (эти отображения называют открытыми вложениями), и пусто иначе. После этого предпучок определяется как контравариантный функтор в категорию множеств, а пучок — как предпучок, удовлетворяющий аксиоме склейки. Аксиома склейки формулируется в терминах поточечного покрытия, то есть {\displaystyle \{U_{i}\}} покрывает {\displaystyle U} тогда и только тогда, когда {\displaystyle \bigcup {_{i}}U_{i}=U}. Топологии Гротендика заменяют каждое {\displaystyle U_{i}} целым семейством открытых множеств; более точно, {\displaystyle U_{i}} заменяется семейством открытых вложений {\displaystyle V_{ij}\to U_{i}}. Такое семейство называется решетом.

### Решёта
Если {\displaystyle c} — произвольный объект категории {\displaystyle {\mathcal {C}}}, то решето на {\displaystyle c} — это подфунктор функтора {\displaystyle \mathrm {Hom} (-,c)}. В случае категории {\displaystyle O(X)}, решето {\displaystyle S} на открытом множестве {\displaystyle U} — это некоторое семейство открытых подмножеств {\displaystyle U}, замкнутое относительно операции взятия открытого подмножества. Произвольное открытое множество {\displaystyle V}, тогда {\displaystyle S(V)} — это подмножество {\displaystyle \mathrm {Hom} (V,U)}, соответственно, оно пусто, если {\displaystyle V} — не подмножество {\displaystyle U}, и может состоять из одного элемента иначе; если оно непусто, можно считать, что {\displaystyle V} выбрано решетом. Если {\displaystyle W} — подмножество {\displaystyle V}, существует морфизм {\displaystyle S(V)\to S(W)}, поэтому если {\displaystyle S(V)} не пусто, то и {\displaystyle S(W)} не пусто.

### Аксиомы
Топология Гротендика {\displaystyle J} на категории {\displaystyle {\mathcal {C}}} — это выбор для каждого объекта {\displaystyle c} категории {\displaystyle {\mathcal {C}}} набора решёт на {\displaystyle c}, обозначаемого {\displaystyle J(c)}. Элементы {\displaystyle J(c)} называются покрывающими решётами на {\displaystyle c}. В частности, решето {\displaystyle S} на открытом множестве {\displaystyle U} является покрывающим тогда и только тогда, когда объединение всех {\displaystyle V}, таких что {\displaystyle S(V)} непусто, есть всё {\displaystyle U}. Этот выбор должен удовлетворять следующим аксиомам:
- замена базы: если {\displaystyle S} — покрывающее решето на {\displaystyle X} и {\displaystyle f:Y\to X} — морфизм, то прообраз решета под действием {\displaystyle f} ({\displaystyle f\ast S}) является покрывающим решетом на {\displaystyle Y}.
- локальный характер: если {\displaystyle S} — покрывающее решето на {\displaystyle X}, {\displaystyle T} — произвольное решето на {\displaystyle X}, и для каждого объекта {\displaystyle Y\in \mathrm {Ob} {\mathcal {C}}} и каждого морфизма {\displaystyle f:Y\to X}, принадлежащего {\displaystyle S(Y)}, прообраз решета {\displaystyle f\ast T} является покрывающим решетом на {\displaystyle Y}, то {\displaystyle T} — покрывающее решето на {\displaystyle X}.
- единица: {\displaystyle \mathrm {Hom} (-,X)} — покрывающее решето на {\displaystyle X} для любого объекта {\displaystyle X} категории {\displaystyle {\mathcal {C}}}.

Замена базы соответствует идее о том, что если {\displaystyle \{U_{i}\}} покрывает {\displaystyle U}, то {\displaystyle \{U_{i}\cap V\}} покрывает {\displaystyle U\cap V}. Локальный характер соответствует тому, что если {\displaystyle \{U_{i}\}} покрывает {\displaystyle U} и {\displaystyle \{V_{ij}\}} покрывает {\displaystyle U_{i}} для каждого {\displaystyle i}, то все {\displaystyle \{V_{ij}\}} покрывают {\displaystyle U}. Наконец, единица соответствует тому, что каждое множество можно покрыть объединением всех его подмножеств.

## Ситусы и пучки
В категории {\displaystyle O(X)} можно определить пучок при помощи аксиомы склейки. Оказывается, что пучок можно определить в любой категории с топологией Гротендика: пучок на ситусе {\displaystyle ({\mathcal {C}},J)} — это пучок {\displaystyle F} такой, что для любого объекта {\displaystyle X} и покрывающего решета {\displaystyle S} на {\displaystyle X} естественное отображение {\displaystyle \mathrm {Hom} (\mathrm {Hom} (-,X),F)\to \mathrm {Hom} (S,F)}, индуцированное вложением {\displaystyle S} в Hom(−, X), является биекцией. Морфизм между пучками, так же как и морфизм между предпучками — естественное преобразование функторов. Категория всех пучков на ситусе называется топосом Гротендика. Аналогично определяются пучки, абелевых групп, колец, модулей и других стркутур.
Используя лемму Йонеды можно доказать, что пучок в категории {\displaystyle O(X)}, определённый указанным способом, совпадает с пучком в топологическом смысле.

## Примеры ситусов

### Дискретная и антидискретная топология
Дискретная топология на произвольной категории {\displaystyle {\mathcal {C}}} задаётся объявлением всех решет открытыми. Чтобы задать антидискретную топологию, нужно считать открытыми только решёта вида {\displaystyle \mathrm {Hom} (-,X)}. В антидискретной топологии любой предпучок является пучком.

### Каноническая топология
Каноническая топология на произвольной категории {\displaystyle {\mathcal {C}}} — это наиболее тонкая топология, такая что все представимые предпучки (функторы вида {\displaystyle \mathrm {Hom} (-,X))} являются пучками. Топология, являющаяся менее тонкой (то есть топология, такая что любой представимый предпучок является пучком) называется подканоничной, большинство встречающихся на практике топологий подканоничные.

### Малый и большой ситус, ассоциированные с топологическим пространством
Для сопоставления топологическому пространству малого ситуса, в категории {\displaystyle O(X)} покрывающими объявляются такие решёта {\displaystyle S}, что объединение всех {\displaystyle V}, таких что {\displaystyle S(V)} непусто, совпадает со всем {\displaystyle U}.
Решето {\displaystyle S} на категории топологических пространств {\displaystyle \mathbf {Top} } называется покрывающим решетом, если выполняются следующие условия:
- для всех {\displaystyle Y}и морфизмов {\displaystyle f:Y\to X}, принадлежащих {\displaystyle S(Y)}, существует объект {\displaystyle V} и стрелка {\displaystyle g:V\to X} такие, что {\displaystyle g} — открытое вложение, {\displaystyle g} принадлежит {\displaystyle S(V)} и {\displaystyle f} проносится через {\displaystyle g};
- если {\displaystyle W} — объединение {\displaystyle f(Y)}, где {\displaystyle f:Y\to X} пробегает {\displaystyle S(Y)}, то {\displaystyle W=X}.

Для категории запятой топологических пространств над зафиксированным топологическим пространством {\displaystyle X}, топология индуцируется категорией {\displaystyle \mathbf {Top} }. Получившаяся категория называется большим ситусом, ассоциированным с топологическим пространством {\displaystyle X}.